# سایشا سایگال
سایشا سایگال (به انگلیسی: Sayyeshaa Saigal) (زاده ۱۲ اوت ۱۹۹۷) بازیگر هندی است.
از فیلم‌هایی که وی در آن نقش داشته است می‌توان به شیوای و محافظ اشاره کرد.